# Dommartin-Dampierre
Dommartin-Dampierre is een gemeente in het Franse departement Marne (regio Grand Est) en telt 72 inwoners (2009). De plaats maakt deel uit van het arrondissement Châlons-en-Champagne.

## Geografie
De oppervlakte van Dommartin-Dampierre bedraagt 8,6 km², de bevolkingsdichtheid is dus 8,4 inwoners per km².
De onderstaande kaart toont de ligging van Dommartin-Dampierre met de belangrijkste infrastructuur en aangrenzende gemeenten.

## Demografie
Onderstaande figuur toont het verloop van het inwonertal (bron: INSEE-tellingen).

1. ↑  Populations de référence 2022.